# NGC 3619
NGC 3619 је лентикуларна галаксија у сазвежђу Велики медвед која се налази на NGC листи објеката дубоког неба.
Деклинација објекта је + 57° 45' 30" а ректасцензија 11h 19m 21,5s. Привидна величина (магнитуда) објекта NGC 3619 износи 11,5 а фотографска магнитуда 12,4. Налази се на удаљености од 27,9000 милиона парсека од Сунца. NGC 3619 је још познат и под ознакама UGC 6330, MCG 10-16-115, CGCG 291-54, IRAS 11164+5802, PGC 34641.